# Bob Kanza
Bob Kanza est un auteur de bande dessinée et graphiste congolais.

## Biographie
En 1997, il quitte son pays natal pour la Côte d'Ivoire. Il y participe au journal satirique Gbich de 1999 à 2002, créant les séries Sergent Deutogo (critiquant la corruption des policiers) et le Syndicat des chefs d'État africains (critiquant les régimes autoritaires locaux)e.
À la suite de la guerre civile ivoirienne, Kanza migre à nouveau, cette fois en France, où il travaille depuis comme graphiste et intégrateur web indépendant, tout en publiant sporadiquement pour divers journaux et éditeurs. En 2015, il signe avec l'association ASIFA Ne me coupez pas !, une bande dessinée de sensibilisation contre la pratique de l'excision.